# Þórshöfn
Þórshöfn ("Thorshaven") is een plaatsje met 379 (2013) inwoners in de gemeente Langanesbyggð in het noordoosten van IJsland. Het fungeert als administratief centrum voor deze regio.
De visserij en visverwerking is de belangrijkste economische tak van het dorp, maar ook toerisme is een bron van inkomsten. Þórshöfn ligt aan de fjord Lónafjörður, die deel van de grote Þistilfjörður ("Distelfjord") uitmaakt, aan de kust van het schiereiland Langanes.
De eerste berichten van vissersactiviteiten dateren uit de sagaperiode, maar de echte handelsactiviteiten begonnen in 1846. Vanaf 1875 was de plaats permanent bewoond. Net zoals vele andere IJslandse plaatsen heeft ook Þórshöfn een fraai kerkje.